# Константинос Филипидис
Константинос Филиппидис (Атина, 26. новембар 1986) грчки је атлетичар у дисциплини скок мотком.

## Биографија

### Ниво јуниора
Био је успешан на јуниорском нивоу и завршио на четвртом месту на Светском првенству у атлетици за млађе јуниоре 2003. и Светском првенству у атлетици за јуниоре 2004. године и освојио сребрну медаљу на Европском првенству у атлетици за јуниоре 2005. године. Исте године, освојио је сребрну медаљу на Летњој универзијади 2005. са личним скоком од 5,75 метара. Такође се такмичио на Светском првенствоу у атлетици на отвореном 2005. и на Европском првенству у атлетици на отвореном 2006. без квалификације за финале.

### Суспензија: 2007—09.
2007. Филипидис је проглашен кривим за допинг етилефрином. Узорак је достављен 16. јуна 2007. године на тесту у такмичењу на националном првенству у атлетици. Он је добио ИААФ суспензију од јула 2007. до јула 2009. године. Након тога успешно се пријавио за смањење свог периода неактивности, а потом је имао право да настави са такмичењем од 16. фебруара 2009. године.

### Повратак: 2010—2012.
После повратка 2010. године, побољшао је свој лични најбољи и национални рекорд у дворани (5,70 м), а касније заузео 4. место на [Светско првенство у атлетици у дворани 2010.|Светском првенству у атлетици у дворани 2010. године.
Следеће године је започео сезону са још једним рекордом (5,72 м) у дворани, а такође је постигао и финале на Европском првенству у атлетици у дворани 2011. године, остваривши пето мест. Током летње сезоне освојио је треће место у ИААФ Дијамантској лиго у Паризу са 5,68 м, други пут са 5,72 м у Јокгриму и освојио Национално првенство Грчке са 5,73 м. На Светском првенству у атлетици на отвореном 2011. године, побољшао је свој најбољи сезонски рекорд и освојио 6. место са 5,75 m, изједначивши свој грчки рекорд 2005. године.
У дворанској сезони 2012, Филипидис је опет пробио грчки национални рекорд са висином од 5,75 метара, док је на Светском првенству у атлетици у дворани 2012. године у Истанбулу поново стигао до финала и заузео 7. место. Касније тог лета, поново је био 7. у финалу Летњих олимпијских игара 2012. године. Након тога, двапут је поправио грчки рекорд (прво на 5.76 м, а затим и на 5.80 м).

### 2013—2014. Светски шампион у дворани
Филипидис је 2013. године освојио прво место на Светском изазову у Берлину. Из трећег покушаја је достигао висину од 5,70 метара.
Константинос Филипидис је освојио прво место у Сопоу (Пољска) на освојио прво место на Светском првенству у атлетици у дворани 2014. године. Грчки шампион је напредовао кроз финале без икаквих неуспеха до победничке висине од 5,80 m, освајањем светске награде у дворани са најбољим сезонским рекордом.

## Лични рекорд
| Догађај               | Висина                           | Датум         | Место                                         |
| --------------------- | -------------------------------- | ------------- | --------------------------------------------- |
| Скок мотком (напољу)  | 5,91 m (Грчки рекорд у атлетици) | 4. јули 2015. | Париз, Француска                              |
| Скок мотком (дворана) | 5,85 m (Грчки рекорд у атлетици) | 3. mарт 2017. | Европско првенство у атлетици у дворани 2017. |

## Такмичарски рекорд
| Представља Грчка | Представља Грчка                                 | Представља Грчка                | Представља Грчка | Представља Грчка | Представља Грчка |
| Год.             | Такмичење                                        | Место                           | Плас.            | Рез.             |                  |
| ---------------- | ------------------------------------------------ | ------------------------------- | ---------------- | ---------------- | ---------------- |
| 2003.            | Светско првенство у атлетици за млађе јуниоре    | Шербрук, Канада                 | 4.               | 4,95 m           |                  |
| 2004.            | Светско првенство у атлетици за јуниоре          | Гросето, Италија                | 4.               | 5,35 m           |                  |
| 2005.            | Европско првенство у атлетици у дворани 2005.    | Мадрид, Шпанија                 | 9. (q)           | 5,60 m           |                  |
| 2005.            | Медитеранске игре                                | Алмерија, Шпанија               | 1.               | 5,60 m           |                  |
| 2005.            | Европско првенство у атлетици за јуниоре         | Каунас, Литванија               | 2.               | 5,45 m           |                  |
| 2005.            | Светско првенство у атлетици на отвореном 2005.  | Хелсинки, Финска                | 14. (q)          | 5,45 m           |                  |
| 2005.            | Летња универзијада 2005.                         | Измир, Турска                   | 2.               | 5,75 m           |                  |
| 2006.            | Европско првенство у атлетици на отвореном 2006. | Гетеборг, Шведска               | 26. (q)          | 5,35 m           |                  |
| 2009.            | Атлетика на Летњој универзијади 2009.            | Београд, Србија                 | 9.               | 5,15 m           |                  |
| 2009.            | Светско првенство у атлетици на отвореном 2009.  | Берлин, Немачка                 | 15. (q)          | 5,55 m           |                  |
| 2010.            | Светско првенство у атлетици у дворани 2010.     | Доха, Катар                     | 4.               | 5,65 m           |                  |
| 2010.            | Европско првенство у атлетици на отвореном 2010. | Барселона, Шпанија              | 21. (q)          | 5,40 m           |                  |
| 2011.            | Европско првенство у атлетици у дворани 2011.    | Париз, Француска                | 5,               | 5,61 m           |                  |
| 2011.            | Светско првенство у атлетици на отвореном 2011.  | Тегу, Јужна Кореја              | 6.               | 5,75 m           |                  |
| 2012.            | Светско првенство у атлетици у дворани 2012.     | Истанбул, Турска                | 7.               | 5,70 m           |                  |
| 2012.            | Европско првенство у атлетици на отвореном 2012. | Хелсинки, Финска                | 5.               | 5,72 m           |                  |
| 2012.            | Атлетика на Летњим олимпијским играма 2012.      | Лондон, Енглеска                | 6.               | 5,65 m           |                  |
| 2013.            | Европско првенство у атлетици у дворани 2013.    | Гетеборг, Шведска               | 4.               | 5,76 m           |                  |
| 2013.            | Светско првенство у атлетици на отвореном 2013.  | Москва, Русија                  | 10.              | 5,65 m           |                  |
| 2014.            | Светско првенство у атлетици у дворани 2014.     | Сопот (Пољска), Пољска          | 1.               | 5,80 m           |                  |
| 2014.            | Европско првенство у атлетици на отвореном 2014. | Цирих, Швајцарска               | 7.               | 5,60 m           |                  |
| 2015.            | Европско првенство у атлетици у дворани 2015.    | Праг, Чешка                     | 5.               | 5,75 m           |                  |
| 2015.            | Светско првенство у атлетици на отвореном 2015.  | Пекинг, Кина                    | 25. (q)          | 5,55 m           |                  |
| 2016.            | Светско првенство у атлетици у дворани 2016.     | Портланд, Орегон                | 7.               | 5,65 m           |                  |
| 2016.            | Европско првенство у атлетици на отвореном 2016. | Амстердам, Холандија            | 7.               | 5,30 m           |                  |
| 2016.            | Атлетика на Летњим олимпијским играма 2016.      | Рио де Жанеиро, Бразил          | 7.               | 5,50 m           |                  |
| 2017.            | Европско првенство у атлетици у дворани 2017.    | Београд, Србија                 | 2.               | 5,85 m           |                  |
| 2018.            | Светско првенство у атлетици у дворани 2018.     | Бирмингем, Уједињено Краљевство | 7.               | 5,70 m           |                  |